# Straßenbahn Tempe
| \| \| \| Main / Dobson Übergang Valley Metro Rail \| \| \| \| University / Dobson \| \| \| \| Rio Salado / Dobson \| \| \| \| Evergreen / Rio Salado \| \| \| \| Price Fwy (AZ 101 Loop) \| \| \| \| Smith / Rio Salado \| \| \| \| McClintock / Rio Salado \| \| \| \| Rural / Rio Salado \| \| \| \| Marina Heights / Rio Salado \| \| \| \| Hayden Ferry / Rio Salado \| \| \| \| Tempe Beach Park / Rio Salado \| \| \| \| Valley Metro Rail nach Metro Pkwy \| \| \| \| 3rd St / Mill \| \| \| \| 3rd St / Ash \| \| \| \| 5th St / Ash \| \| \| \| 6th St / Mill \| \| \| \| University Dr / Ash \| \| \| \| 9th St / Mill \| \| \| \| 11th St / Mill \| \| \| \| College Ave / Apache \| \| \| \| Paseo del Saber / Apache \| \| \| \| Rural / Apache \| \| \| \| Dorsey / Apache Blvd \| \| \| \| Valley Metro Rail nach Gilbert Rd/Main St \| |  |                                           |                                          |
| U-Bahn-Kopfbahnhof Streckenanfang (Strecke außer Betrieb) |  | Main / Dobson Übergang Valley Metro Rail  | Main / Dobson Übergang Valley Metro Rail |
| U-Bahn-Haltepunkt / Haltestelle (Strecke außer Betrieb) |  | University / Dobson                       | University / Dobson                      |
| U-Bahn-Haltepunkt / Haltestelle (Strecke außer Betrieb) |  | Rio Salado / Dobson                       | Rio Salado / Dobson                      |
| U-Bahn-Haltepunkt / Haltestelle (Strecke außer Betrieb) |  | Evergreen / Rio Salado                    | Evergreen / Rio Salado                   |
| |  | Price Fwy (AZ 101 Loop)                   |                                          |
| U-Bahn-Haltepunkt / Haltestelle (Strecke außer Betrieb) |  | Smith / Rio Salado                        | Smith / Rio Salado                       |
| U-Bahn-Haltepunkt / Haltestelle (Strecke außer Betrieb) |  | McClintock / Rio Salado                   | McClintock / Rio Salado                  |
| U-Bahn-Haltepunkt / Haltestelle (Strecke außer Betrieb) |  | Rural / Rio Salado                        | Rural / Rio Salado                       |
| U-Bahn-Kopfbahnhof Strecke bis hier außer Betrieb |  | Marina Heights / Rio Salado               | Marina Heights / Rio Salado              |
| U-Bahn-Haltepunkt / Haltestelle |  | Hayden Ferry / Rio Salado                 | Hayden Ferry / Rio Salado                |
| U-Bahn-Haltepunkt / Haltestelle · U-Bahn-Abzweig geradeaus, nach rechts und von rechts |  | Tempe Beach Park / Rio Salado             | Tempe Beach Park / Rio Salado            |
| U-Bahn-Strecke geradeaus · U-Bahn-Strecke |  | Valley Metro Rail nach Metro Pkwy         | Valley Metro Rail nach Metro Pkwy        |
| U-Bahn-Strecke nach links · U-Bahn-Kreuzung · U-Bahn-Turmbahnhof · U-Bahn-Strecke von rechts |  | 3rd St / Mill                             | 3rd St / Mill                            |
| U-Bahn-Haltepunkt / Haltestelle · U-Bahn-Strecke · U-Bahn-Strecke |  | 3rd St / Ash                              | 3rd St / Ash                             |
| U-Bahn-Haltepunkt / Haltestelle · U-Bahn-Strecke · U-Bahn-Strecke |  | 5th St / Ash                              | 5th St / Ash                             |
| U-Bahn-Strecke geradeaus · U-Bahn-Haltepunkt / Haltestelle · U-Bahn-Strecke |  | 6th St / Mill                             | 6th St / Mill                            |
| U-Bahn-Haltepunkt / Haltestelle links · U-Bahn-Abzweig geradeaus und von rechts · U-Bahn-Strecke |  | University Dr / Ash                       | University Dr / Ash                      |
| U-Bahn-Haltepunkt / Haltestelle · U-Bahn-Strecke |  | 9th St / Mill                             | 9th St / Mill                            |
| U-Bahn-Haltepunkt / Haltestelle · U-Bahn-Strecke |  | 11th St / Mill                            | 11th St / Mill                           |
| U-Bahn-Haltepunkt / Haltestelle · U-Bahn-Strecke |  | College Ave / Apache                      | College Ave / Apache                     |
| U-Bahn-Haltepunkt / Haltestelle · U-Bahn-Strecke |  | Paseo del Saber / Apache                  | Paseo del Saber / Apache                 |
| U-Bahn-Haltepunkt / Haltestelle · U-Bahn-Strecke |  | Rural / Apache                            | Rural / Apache                           |
| U-Bahn-Kopfbahnhof Streckenende · U-Bahn-Bahnhof |  | Dorsey / Apache Blvd                      | Dorsey / Apache Blvd                     |
| |  | Valley Metro Rail nach Gilbert Rd/Main St |                                          |

Die Straßenbahn Tempe, im Englischen Tempe Streetcar, ist die seit 2022 betriebene normalspurige Straßenbahn der Stadt Tempe (Arizona), die ergänzend zur Stadtbahn Valley Metro Rail den öffentlichen Nahverkehr auf einer derzeit 4,8 Kilometer langen Strecke mit 14 Haltestellen bedient.

## Geschichte
Der Schienennahverkehr in Tempe begann in den 1890er Jahren mit der Eröffnung einer kurzen Pferdewagenlinie, die von der Tempe Street Railway betrieben wurde. Die Linie war erfolglos und wurde vor Ende des Jahrzehnts geschlossen.
Die Stadt Tempe begann 2007 mit der Prüfung von Optionen für eine Straßenbahn in der Innenstadt, während der Bau des Valley Metro Rail-Systems im Gange war. Die Pläne wurden jahrelang ständig überarbeitet, was zu der Sorge führte, dass die Mittel für die Straßenbahn anderen Projekten zugewiesen würden.

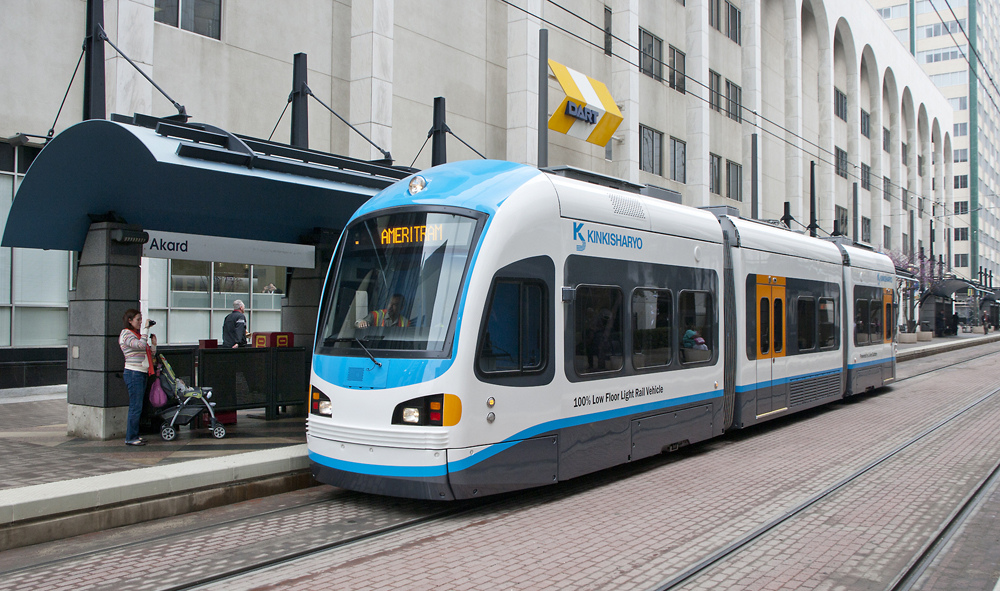
Der Prototyp der batteriebetriebenen Kinki Sharyō ameriTRAM, hier in Dallas in 2011

Der Planungsprozess für die Tempe-Straßenbahn legte Wert auf die Ästhetik in der Innenstadt von Tempe, was die Stadt und Valley Metro dazu veranlasste, Alternativen zu herkömmlichen Oberleitungen zur Stromversorgung der Straßenbahn zu untersuchen. Als Teil des Öffentlichkeitsarbeitsprozesses veranstaltete Valley Metro 2011 eine öffentliche Ausstellung eines Prototyps einer batteriebetriebenen Straßenbahn. Der Prototyp der „ameriTRAM“-Straßenbahn wurde von Kinki Sharyō gebaut, der Firma, die das ursprüngliche Rollmaterial des Valley Metro Rail-Systems gebaut hat. Er wurde auf mehreren Stadtbahnsystemen in den Vereinigten Staaten ausgestellt.
Einer vorgeschlagenen Nord-Süd-Route entlang der Mill Avenue wurde 2013 die Bundesfinanzierung verweigert, nachdem die Federal Transit Administration festgestellt hatte, dass sie nicht kosteneffektiv genug sei. Die Route wurde überarbeitet, um Rio Salado Parkway, Ash Avenue, Mill Avenue und Apache zu folgen. Eine endgültige Umweltverträglichkeitserklärung wurde im Juli 2015 veröffentlicht.
Valley Metro veröffentlichte im Sommer 2016 eine Ausschreibung, um Fahrzeuge für die Tempe Streetcar zu erhalten. Zu den potenziellen Lieferanten gehörten ursprünglich Alstom, Bombardier Transportation, CAF USA, Kinki Sharyō, Siemens Mobility und TIG/m. Zu den Fahrzeugoptionen für diese Linie gehörte eine Kombination aus Batterieantrieb, Oberleitung oder einem bordeigenen Wasserstoffkraftstoff-System.
Der Bau sollte etwa 200 Millionen US-Dollar kosten und aus der Proposition 400-Umsatzsteuer und Bundeszuschüssen finanziert werden. Im Februar 2016 wurde das Projekt im Budget von Präsident Barack Obama für das Geschäftsjahr 2017 aufgeführt. Insgesamt wurden 75 Millionen US-Dollar für das Projekt bereitgestellt und die Proposition 400-Mittel sowie lokale Mittel und andere Bundesmittel ergänzen die Fördermittel. Der endgültige Haushalt 2017, genehmigt im Mai 2017 unter Präsident Donald Trump, davon 50 Millionen US-Dollar.
Im Dezember 2016 wählte Valley Metro Stantec Consulting Services für die Planungsarbeiten aus, die 2017 abgeschlossen werden sollten, sodass mit dem Bau später im Jahr begonnen werden konnte. Stantec hat andere Straßenbahnprojekte in den Vereinigten Staaten entworfen und zum Entwurf des Stadtbahnsystems Valley Metro beigetragen. Im Mai 2018 wurde das Design fertiggestellt.
Brookville Equipment Corporation erhielt 2017 den Auftrag über 33 Millionen US-Dollar für sechs Fahrzeuge des Typs Liberty Modern. Das ist ein handelsüblicher Triebwagen, der mit Lithium-Ionen-Batterie-Paketen ausgestattet ist, wodurch ein Teil der Strecke ohne Oberleitungsstrom betrieben werden kann.
Die Bauarbeiten begannen am 1. Juni 2017 mit der Verlegung von Versorgungsleitungen, wodurch Platz für die Gleise geschaffen wurde. Im August 2018 erhielt Valley Metro von der Federal Transit Administration (FTA) die Genehmigung, mit der ersten Phase bedeutender Bauarbeiten an der Tempe Streetcar zu beginnen. Mit dieser Genehmigung begann Valley Metro mit dem Bau der Bahnstrecke, der Stromversorgungssysteme und der Straßenverbesserungen des Systems.
Das erste Straßenbahnfahrzeug wurde am 14. März 2021 ausgeliefert und die Testläufe begannen im Juni 2021. Die Linie wurde am 20. Mai 2022 in Betrieb genommen.

## Strecke
Die Straßenbahn von Tempe bedient eine C-förmige Route durch Tempe, die vom Tempe Town Lake über die Innenstadt zum südlichen Rand des Campus der Arizona State University führt. Die Linie verkehrt hauptsächlich im gemischten Verkehr und verkehrt in der Innenstadt in Seitenlage und ansonsten auf einem mittigen Gleisbett. Die südliche Endstation der Tempe Streetcar, Dorsey/Apache Blvd, ist eine gemeinsame Station mit der Hauptstrecke der Valley Metro Rail. Eine weitere Verbindung zur Valley Metro Rail besteht an den Stationen Third St/Mill und Third St/Ash, die nur wenige Gehminuten von der Station Valley Metro Rail Mill Ave/Third St entfernt sind.

### Weitere Planungen
Valley Metro befindet sich in der Planungsphase der Verlängerung der Straßenbahn über ihre Endstation Marina Heights hinaus entlang Rio Salado Parkway und Dobson Road hinaus nach Mesa (Arizona). Die vorgeschlagene Erweiterung würde wichtige Ziele in Tempe-Ost und Mesa bedienen, darunter Tempe Marketplace und Sloan Park. Die Verlängerung würde ungefähr 6,4 Kilometer lang sein.
Das Rio East-Dobson Extension-Projekt erhielt im Juli 2024 einen Bundeszuschuss in Höhe von 15,9 Millionen US-Dollar. Der Zuschuss wurde durch den Infrastructure Investment and Jobs Act finanziert und wird dazu beitragen, den Planungsprozess für die geplante Strecke voranzutreiben.

## Fahrzeuge

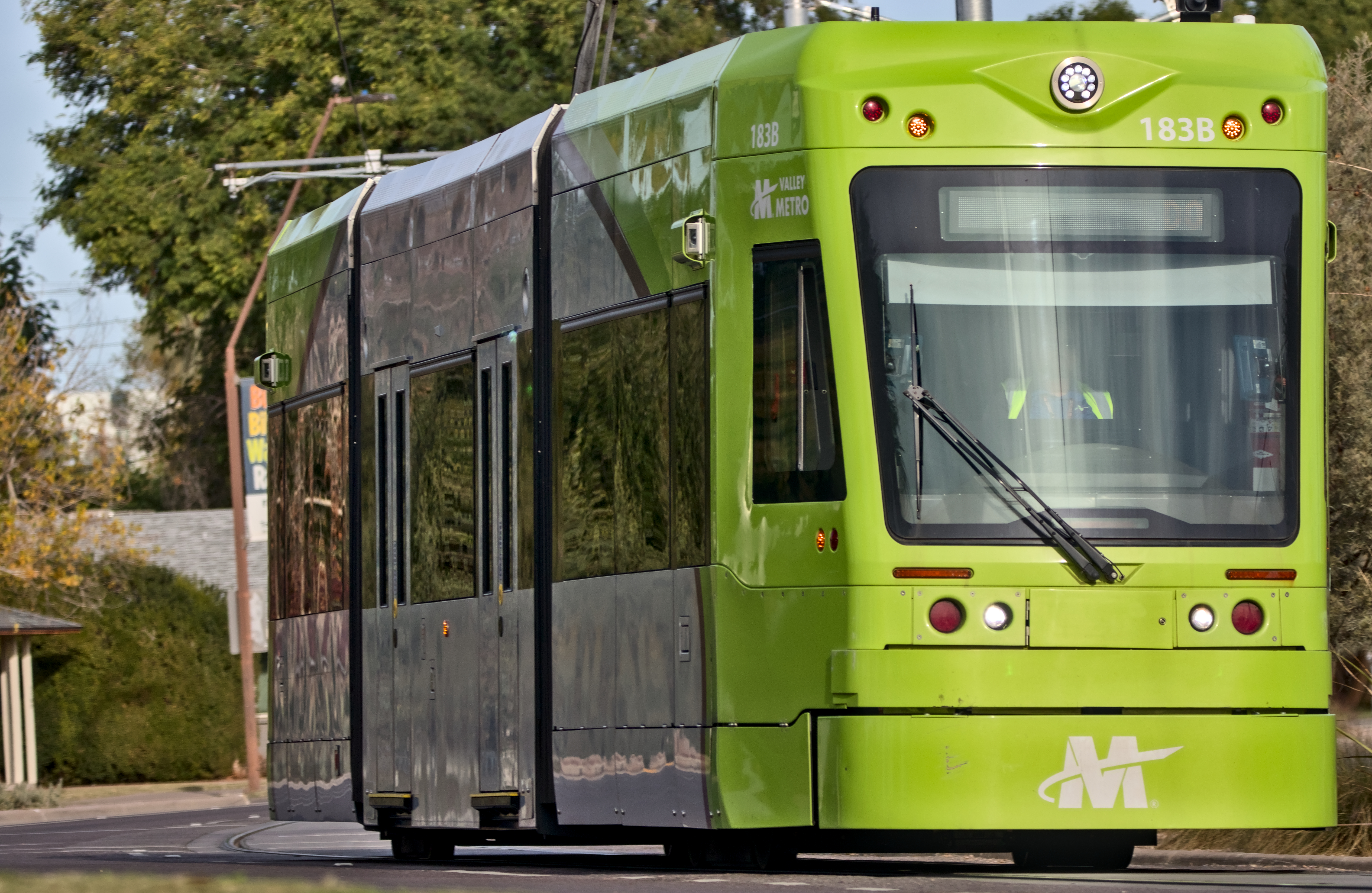
Tempe Streetcar Nr. 183 auf dem Apache Blvd (2023)

Die Straßenbahn Tempe setzt aktuell sechs dreiteilige Triebwagen vom Typ Brookville Liberty Modern ein. Das sind 70-prozentige Niederflurtriebwagen mit 21 Metern Länge, die bei 32 Sitzplätzen insgesamt 120 Passagieren Platz bieten. Die Höchstgeschwindigkeit der Fahrzeuge beträgt 70 km/h.
Betriebswerk und Depot teilt sich die Straßenbahn mit der Stadtbahn. Es befindet sich rund vier Streckenkilometer jenseits des Salt River in Phoenix und ist nur über die entgegengesetzt liegende Gleisverbindung an der östlichen Endstation Dorsey/Apache Blvd erreichbar. Eine sinnvolle, weil weite Leerfahrten abkürzende Gleisverbindung an der Station 3rd Street/Mill Ave existiert nicht.

## Betrieb
Ab dem Fahrplan Juli 2024 verkehrt die Straßenbahn Tempe alle 20 Minuten. Die Betriebszeit ist an Wochentagen und Samstagen von 5:30 bis 24 Uhr sowie sonn- und feiertags von 7:30 bis 24 Uhr. Fahrten in Richtung Norden dauern 19 Minuten und südwärts 24 Minuten.
Die Tempe Streetcar startete 2022 mit kostenlosem Service und sollte ursprünglich ein Jahr lang kostenlos bleiben. Letztlich bleibt die Straßenbahn bis Ende 2024 kostenlos, danach wird der Preis für eine Einzelfahrt 1 US-Dollar, umgerechnet 0,90 Euro, betragen und damit niedriger sein als der Valley Metro Standardpreis von 2 US-Dollar.